# Trewen
Trewen är en ort och civil parish i Storbritannien.   Den ligger i grevskapet Cornwall och riksdelen England, i den södra delen av landet, 300 km väster om huvudstaden London. Trewen ligger 191 meter över havet och antalet invånare är 142.
Terrängen runt Trewen är huvudsakligen platt, men söderut är den kuperad.Runt Trewen är det ganska tätbefolkat, med 70 invånare per kvadratkilometer. Närmaste större samhälle är Liskeard, 18,0 km söder om Trewen. Trakten runt Trewen består i huvudsak av gräsmarker.